# Gran Premio del Belgio 1987
Il Gran Premio del Belgio 1987 è stato il 439º Gran Premio di Formula 1 della storia, corso il 17 maggio 1987 sul tracciato di Spa-Francorchamps. Fu la terza gara del Campionato mondiale di Formula 1 1987.

## Prima della gara
Gli iscritti al Gran Premio tornarono ad essere 26, in quanto la Osella schierò la sola vettura di Alex Caffi.

## Qualifiche
| Pos | No | Pilota             | Costruttore              | Q1       | Q2       | Distacco |
| --- | -- | ------------------ | ------------------------ | -------- | -------- | -------- |
| 1   | 5  | Nigel Mansell      | Williams - Honda         | 2.06:965 | 1'52"026 |          |
| 2   | 6  | Nelson Piquet      | Williams - Honda         | 2.08:143 | 1'53"416 | +1"390   |
| 3   | 11 | Ayrton Senna       | Lotus - Honda            | 2.08:450 | 1'53"426 | +1"400   |
| 4   | 28 | Gerhard Berger     | Ferrari                  | 2.08:216 | 1'53"451 | +1"425   |
| 5   | 27 | Michele Alboreto   | Ferrari                  | 2.07:459 | 1'53"511 | +1"485   |
| 6   | 1  | Alain Prost        | McLaren - TAG Porsche    | 2.11:203 | 1'54"186 | +2"160   |
| 7   | 20 | Thierry Boutsen    | Benetton - Ford          | 2.08:752 | 1'54"300 | +2"274   |
| 8   | 7  | Riccardo Patrese   | Brabham - BMW            | 2.12:914 | 1'55"064 | +3"038   |
| 9   | 19 | Teo Fabi           | Benetton - Ford          | 2.12:358 | 1'55"339 | +3"313   |
| 10  | 2  | Stefan Johansson   | McLaren - TAG Porsche    | 2.12:063 | 1'55"781 | +3"755   |
| 11  | 18 | Eddie Cheever      | Arrows - BMW             | 2.15:321 | 1'55"899 | +3"873   |
| 12  | 17 | Derek Warwick      | Arrows - Megatron        | 2.10:946 | 1'56"359 | +4"333   |
| 13  | 8  | Andrea De Cesaris  | Brabham - Megatron       | 2.13:871 | 1'57"101 | +5"075   |
| 14  | 24 | Alessandro Nannini | Minardi - Motori Moderni | 2.09:650 | 1'58"132 | +6"106   |
| 15  | 12 | Satoru Nakajima    | Lotus - Honda            | 2.11:441 | 1'58"649 | +6"623   |
| 16  | 25 | René Arnoux        | Ligier - Megatron        | 2.15:012 | 1'59"117 | +7"091   |
| 17  | 26 | Piercarlo Ghinzani | Ligier - Megatron        | 2.15:339 | 1'59"291 | +7"265   |
| 18  | 9  | Martin Brundle     | Zakspeed                 | 2.14:432 | 2'00"433 | +8"407   |
| 19  | 23 | Adrián Campos      | Minardi - Motori Moderni | 2.14:945 | 2'00"763 | +8"737   |
| 20  | 10 | Christian Danner   | Zakspeed                 | 2.20:610 | 2'01"072 | +9"046   |
| 21  | 16 | Ivan Capelli       | March - Ford             | 2.13:355 | 2'02"036 | +10"010  |
| 22  | 30 | Philippe Alliot    | Lola Larrousse - Ford    | 2.13:082 | 2'02"347 | +10"321  |
| 23  | 4  | Philippe Streiff   | Tyrrell - Ford           | 2.18:900 | 2'03"098 | +11"072  |
| 24  | 3  | Jonathan Palmer    | Tyrrell - Ford           | 2.14:931 | 2'04"677 | +12"651  |
| 25  | 14 | Pascal Fabre       | AGS - Ford               | 2.26:498 | 2'07"361 | +15"335  |
| 26  | 21 | Alex Caffi         | Osella - Alfa Romeo      | 2.16:298 | 2'12"086 | +20"060  |

## Riassunto della gara
Le qualifiche videro le due Williams monopolizzare la prima fila, con Nigel Mansell in pole davanti al compagno Piquet e ad Ayrton Senna, terzo ed a sua volta davanti alle due Ferrari (con Berger ed Alboreto rispettivamente quarto e quinto).
Come nel Gp precedente, in gara ci furono due partenze: alla prima Mansell mantenne la pole mettendosi davanti a Senna, Piquet ed Alboreto; nelle retrovie René Arnoux ed Andrea De Cesaris si toccarono leggermente, mentre Thierry Boutsen urtò la Ferrari di Gerhard Berger mandandola in testacoda. Un incidente più serio coinvolse Philippe Streiff, che andò a sbattere violentemente contro il muretto all'Eau Rouge. Poco dopo la vettura incidentata del francese fu colpita dal sopraggiungente compagno di squadra Palmer. Entrambi rimasero illesi ma le loro Tyrrell furono ridotte a rottami. La gara fu sospesa e fu necessaria una ri-partenza.
Al secondo start Senna si mise davanti a Mansell, ma durante lo stesso giro il britannico azzardò, sbagliandolo, un tentativo di sorpasso nei confronti del brasiliano: i due si urtarono e Senna dovette ritirarsi. In realtà, sembra, da quanto disse Mansell, che Ayrton ebbe un'accelerazione più lenta come se avesse mancato una marcia; così Nigel attaccò all'esterno un sorpasso molto difficile in quel punto, ma Ayrton cercò di resistere, così, finirono entrambi fuori (a fine mondiale questo episodio per la classifica di Nigel fu importante). 
Mansell riprese la gara in ultima posizione, ma il danno creato dalla collisione lo costrinse ad abbandonare la gara nel corso del 17º giro. Mansell in seguito si recò al box della Lotus, dove volarono parole dure ed addirittura pugni.
Dopo il ritiro di Berger al terzo passaggio, la Ferrari perse anche Michele Alboreto che, mentre si trovava al secondo posto, soffrì di una rottura all'albero motore che lo costrinse all'abbandono; due giri dopo anche Piquet, primo in quel momento, si ritirò a causa della rottura di un tubo del turbo, e lasciò a Prost, seguito da Teo Fabi e dal compagno Stefan Johansson la guida della gara. I pit-stop modificarono poco la situazione, e il francese accumulò facilmente 25 secondi di vantaggio, dopo aver temuto il peggio a causa di un consumo eccessivo di carburante, in realtà inesistente e dovuto solo ad un indicatore difettoso.
Questa fu la ventisettesima vittoria di Prost, che eguagliò il record di Jackie Stewart. Per la McLaren si trattò di doppietta, grazie al secondo posto di Stefan Johansson, ottenuto grazie al ritiro (rottura motore) di Teo Fabi. Andrea De Cesaris portò la sua Brabham sul podio dopo, dopo una lotta con Eddie Cheever, Satoru Nakajima e René Arnoux, che gli arrivarono dietro in ordine rispettivo.

## Ordine d'arrivo
| Pos    | N° | Pilota             | Team                     | Giri | Tempo/Ritiro                   | Partenza | Punti |
| ------ | -- | ------------------ | ------------------------ | ---- | ------------------------------ | -------- | ----- |
| 1      | 1  | Alain Prost        | McLaren - TAG Porsche    | 43   | 1h27'03"217                    | 6        | 9     |
| 2      | 2  | Stefan Johansson   | McLaren - TAG Porsche    | 43   | + 24"764                       | 10       | 6     |
| 3      | 8  | Andrea De Cesaris  | Brabham - BMW            | 42   | + 1 giro                       | 13       | 4     |
| 4      | 18 | Eddie Cheever      | Arrows - Megatron        | 42   | + 1 giro                       | 11       | 3     |
| 5      | 11 | Satoru Nakajima    | Lotus - Honda            | 42   | + 1 giro                       | 15       | 2     |
| 6      | 25 | René Arnoux        | Ligier - Megatron        | 41   | + 2 giri                       | 16       | 1     |
| 7      | 26 | Piercarlo Ghinzani | Ligier - Megatron        | 40   | + 3 giri                       | 17       |       |
| 8 (1)  | 30 | Philippe Alliot    | Larrousse - Ford         | 40   | + 3 giri                       | 22       |       |
| 9 (2)  | 4  | Philippe Streiff   | Tyrrell - Ford           | 39   | + 4 giri                       | 23       |       |
| 10 (3) | 14 | Pascal Fabre       | AGS - Ford               | 38   | + 5 giri                       | 25       |       |
| Rit    | 19 | Teo Fabi           | Benetton - Ford          | 34   | Motore                         | 9        |       |
| Rit    | 9  | Martin Brundle     | Zakspeed                 | 19   | Problemi allo surriscaldamento | 18       |       |
| Rit    | 20 | Thierry Boutsen    | Benetton - Ford          | 18   | Albero del motore              | 7        |       |
| Rit    | 5  | Nigel Mansell      | Williams - Honda         | 17   | Collisione con A.Senna         | 1        |       |
| Rit    | 16 | Ivan Capelli       | March - Ford             | 14   | Motore                         | 21       |       |
| Rit    | 6  | Nelson Piquet      | Williams - Honda         | 11   | Problemi allo scarico          | 2        |       |
| Rit    | 21 | Alex Caffi         | Osella - Alfa Romeo      | 11   | Perdita di benzina             | 26       |       |
| Rit    | 27 | Michele Alboreto   | Ferrari                  | 9    | Trasmissione                   | 5        |       |
| Rit    | 10 | Christian Danner   | Zakspeed                 | 9    | Freni                          | 20       |       |
| Rit    | 17 | Derek Warwick      | Arrows - Megatron        | 8    | Problemi al radiatore          | 12       |       |
| Rit    | 7  | Riccardo Patrese   | Brabham - BMW            | 5    | Frizione                       | 8        |       |
| Rit    | 28 | Gerhard Berger     | Ferrari                  | 2    | Motore                         | 4        |       |
| Rit    | 24 | Alessandro Nannini | Minardi - Motori Moderni | 1    | Problemi al turbo              | 14       |       |
| Rit    | 12 | Ayrton Senna       | Lotus - Honda            | 0    | Collisione con N.Mansell       | 3        |       |
| Rit    | 23 | Adrián Campos      | Minardi - Motori Moderni | 0    | Cambio                         | 19       |       |
| Rit    | 3  | Jonathan Palmer    | Tyrrell - Ford           | 0    | Incidente alla prima partenza  | 24       |       |

Tra parentesi le posizioni valide per il Jim Clark Trophy, per le monoposto con motori N/A

## Classifiche

### Piloti
| Pos | Pilota            | Punti |
| --- | ----------------- | ----- |
| 1   | Alain Prost       | 18    |
| 2   | Stefan Johansson  | 13    |
| 3   | Nigel Mansell     | 10    |
| 4   | Nelson Piquet     | 6     |
| 5   | Ayrton Senna      | 6     |
| 6   | Michele Alboreto  | 4     |
| 7   | Andrea De Cesaris | 4     |
| 8   | Gerhard Berger    | 3     |
| 9   | Eddie Cheever     | 3     |
| 10  | Satoru Nakajima   | 3     |
| 11  | Thierry Boutsen   | 2     |
| 12  | Martin Brundle    | 2     |
| 13  | René Arnoux       | 1     |

### Costruttori
| Pos | Team                  | Punti |
| --- | --------------------- | ----- |
| 1   | McLaren - TAG Porsche | 31    |
| 2   | Williams - Honda      | 16    |
| 3   | Lotus - Honda         | 9     |
| 4   | Ferrari               | 7     |
| 5   | Brabham - BMW         | 4     |
| 6   | Arrows - Megatron     | 3     |
| 7   | Benetton - Ford       | 2     |
| 8   | Zakspeed              | 2     |
| 9   | Ligier - Megatron     | 1     |

### Trofeo Jim Clark
| Pos | Pilota           | Punti |
| --- | ---------------- | ----- |
| 1   | Philippe Streiff | 21    |
| 2   | Philippe Alliot  | 15    |
| 3   | Pascal Fabre     | 12    |
| 4   | Jonathan Palmer  | 9     |

### Trofeo Colin Chapman
| Pos | Team           | Punti |
| --- | -------------- | ----- |
| 1   | Tyrrell-Ford   | 30    |
| 2   | Larrousse-Ford | 15    |
| 3   | AGS-Ford       | 12    |